# Speed Graphic (EP)
Speed Graphic är en EP-skiva av den amerikanska pianorockaren Ben Folds, släppt den 5 augusti 2003. Speed Graphic är den första i en serie om tre EP-skivor av Folds som bara kunde köpas via internet.
De tre sista låtarna skrevs långt innan Speed Graphic släpptes, men hade aldrig getts ut tidigare.
Give Judy My Notice gavs ut i en ny version på albumet Songs for Silverman 2005. In Between Days och Dog gavs ut i nya versioner på albumet Supersunnyspeedgraphic, the LP 2006.
Slutet av Dog innehåller ett telefonsamtal som Folds fick från sin dåvarande fru när han spelade in låten.
In Between Days är en cover, ursprungligen gjord av The Cure.

## Låtlista
| Nr | Titel               | Längd | Kompositör     |
| -- | ------------------- | ----- | -------------- |
| 1. | In Between Days     | 2:53  | Smith          |
| 2. | Give Judy My Notice | 3:59  | Folds          |
| 3. | Protection          | 4:36  | Folds, Goodman |
| 4. | Dog                 | 4:29  | Folds, Olson   |
| 5. | Wandering           | 4:59  | Folds, Jessee  |

## Medverkande
- Ben Folds - Piano, elbas, sång
- Jim Bogios - Trummor
- Lindsay Jamieson - Trummor
- John Mark Painter - Elbas